# 久邇静子
久邇 静子（くに しずこ、1884年〈明治17年〉9月25日 - 1959年〈昭和34年〉9月27日）は、日本の旧皇族。久邇宮朝彦親王の第5王男子多嘉王の妃。旧名は、水無瀬 静子（みなせ しずこ）。皇籍離脱前の身位は王妃で、皇室典範における敬称は殿下。皇族時代の名は、多嘉王妃 静子（たかおうひ しずこ）であった。久邇洋裁学校創設者。

## 略歴
子爵水無瀬忠輔の長女。母は東園基敬の娘・富子。兄は水無瀬忠政。1907年（明治40年）に多嘉王と結婚し、「多嘉王妃 静子（たかおうひ しずこ）」となり、発子女王、賀彦王、珖子女王、恭仁子女王、家彦王、徳彦王の3男3女をもうける。1937年（昭和12年）、多嘉王と死別。1947年（昭和22年）10月14日、皇室典範第11条1項により、皇籍離脱。以後は、「久邇 静子（くに しずこ）」と名乗る。離脱後、京都市上京区河原町荒神口に久邇洋裁学校を設立。1959年（昭和34年）に75歳で逝去。

## 栄典
勲章等
| 受章年                    | 略綬 | 勲章名                   | 備考 |
| ------------------------- | ---- | ------------------------ | ---- |
| 1907年（明治40年）3月9日  |      | 勲二等宝冠章             |      |
| 1924年（大正13年）1月8日  |      | 勲一等宝冠章             |      |
| 1928年（昭和3年）11月10日 |      | 大礼記念章（昭和）       |      |
| 1940年（昭和15年）8月15日 |      | 紀元二千六百年祝典記念章 |      |